# Sundalema khaorakkiat
Espèce
Sundalema khaorakkiat est une espèce d'araignées aranéomorphes de la famille des Telemidae.

## Distribution
Cette espèce est endémique de la province de Songkhla en Thaïlande,. Elle se rencontre à Rattaphum dans la grotte Tham Khao Rak Kiat.

## Description
La femelle holotype mesure 1,25 mm et le mâle paratype 1,17 mm.

## Étymologie
Son nom d'espèce lui a été donné en référence au lieu de sa découverte, la grotte Tham Khao Rak Kiat.

## Publication originale
- Zhao, Li & Zhang, 2020 : Taxonomic revision of Telemidae (Arachnida, Araneae) from East and Southeast Asia. ZooKeys, no 933, p. 15-93 (texte intégral).